# إينوتريون
الإينوتريون (قبيلة قادها إيونوتروس أو الشعب من أونوتريا) شعب إيطاليقي قديم استقروا في إقليم واسع يشمل منطقة بوليا وبازيليكاتا و الجزء الشمالي من منطقة كالابريا في جنوب إيطاليا.
وصل الإينوتريون المنطقة في بداية العصر الحديدي (القرن الحادي عشر قبل الميلاد) من اليونان  عبر مضيق اوترانتو بالإضافة إلى أشخاص آخرين من نفس المجموعة الإثنية. وفقاً لأنطونيوس ليبيراليس أثار وصولهم هجرة الإليميين إلى صقلية. و مع وصول الإغريق و إنشاء أولى مستوطناتهم المستقرة مثل ميتابونتوم على أنقاض المحلية ميتابون، انتقل الإينوتريون نحو الداخل. بناء على ذلك دارت الحروب بين الطرفين. لكنهم اختفوا ابتداء من القرن الخامس قبل الميلاد تحت ضغط شعب سابيليوس.
قد يعود اسم الأيونتريين إلى أوينوس اليونانية (نبيذ) حيث قطنوا أرضاً غنية بالكروم و أطلق بعدها اسم إينوتريا للإشارة إلى جنوب إيطاليا. 